# Gouin (peuple)
Pour les articles homonymes, voir Gouin.
Les Gbin sont une population d'Afrique de l'Ouest, sous-groupe des Sénoufos, vivant principalement au Burkina Faso, également en Côte d'Ivoire.

## Ethnonymie
Selon les sources et le contexte, on observe de multiples formes : Cerman, Cerma, Ciramba, Gé, Goin, Gouine, Gouins, Guen, Guin, Gwen, 
Gwe, Gwin, Gwi, Gwis, Kirma, Kpen, Mbouin, Mbwe.

## Langues
Leur langue est le cerma (ou gouin), une langue gur. Le nombre total de locuteurs a été estimé à 63 100 en 1991, dont 61 400 au Burkina Faso et 1 700 en Côte d'Ivoire. Le dioula et le français sont utilisés couramment.
Louis-Gustave Binger qui rencontre le peuple Gouin en 1888 les décrit ainsi : « Les Gouin(g) ou Mbouin(g) ne font pas partie de la famille mandé ; ils n'en ont ni le type ni les mœurs, et parlent une langue qui n'est pas comprise par les Mandé de Kawara qui habitent ici, mais qui, d'après eux, offre de l'analogie avec celle des gens du Lobi. Ce peuple m'a paru vivre encore dans un état voisin de celui de la brute : c'est le sauvage dans toute l'acceptation du mot ». Binger parle ensuite de leurs armements, du costume des femmes, des us-et-coutumes.